# باشگاه فوتبال بایامون
باشگاه فوتبال بایامون یک باشگاه فوتبال حرفه‌ای پورتوریکویی است. این تیم در بایامون مستقر است و در سال ۱۹۹۹ تاسیس شد. آنها بازی‌های خانگی خود را در ورزشگاه خوان رامون لوبریل انجام می‌دهند. این باشگاه عضو آکادمی فوتبال داوید ویا دی‌وی۷ است.